# Naadam

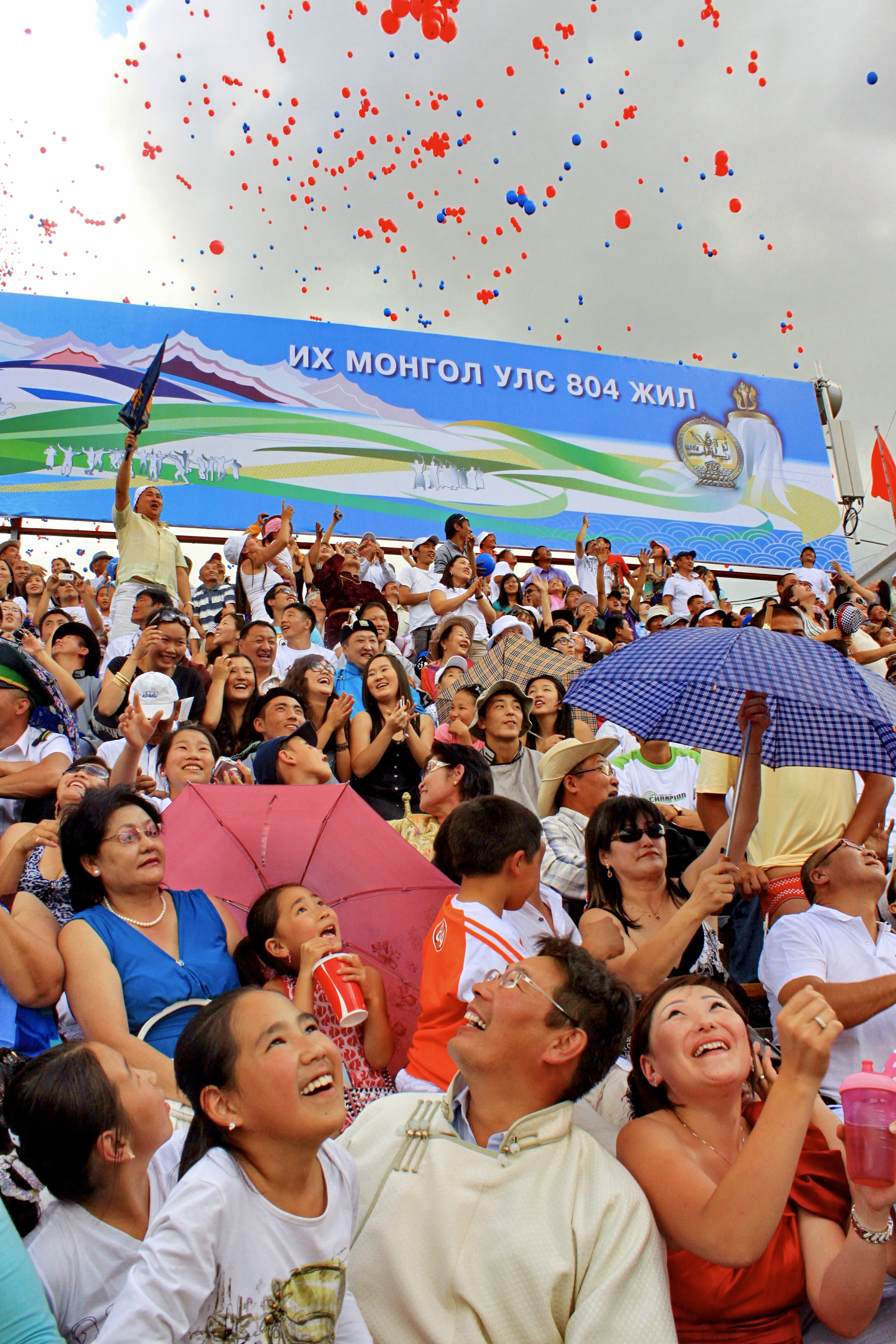
Świętowanie Festiwalu Naadam na stadionie narodowym

Naadam, nadom, nadam (mong. Наадам, ᠨᠠᠭᠠᠳᠤᠮ, dosł. „zawody”) – tradycyjny, coroczny festiwal sportowy i jedno z głównych świąt państwowych w Mongolii. Słowo Naadam (festiwal sportowy) pochodzi od naadach, które znaczy „bawić się”. W 2010 roku Naadam został wpisany na listę niematerialnego dziedzictwa kulturowego UNESCO.
Naadam określany jest też w Mongolii jako erijn gurwan naadam (эрийн гурван наадам), czyli „trzy męskie gry”, gdyż obejmuje tradycyjnie trzy konkurencje: zapasy, łucznictwo i wyścig konny. 

## Historia
Historia rozgrywek zaczyna się za czasów imperium Hunnu albo Hunów, kiedy polowania i inne czynności były jeszcze prymitywne. Pierwsze wzmianki o Naadamie w obecnym kształcie pochodzą z czasów Czyngis-chana, gdy urządzano konkurs sprawności wojowników, a jednocześnie szamanistyczne obrzędy dedykowane duchom. Urządzano je także, by okazać radość po zwycięskiej bitwie. Choć rozgrywki utraciły nieco z pierwotnej żywiołowości i atrakcyjności w związku z przeniesieniem stolicy do Pekinu, a zwłaszcza później, po rozpadzie imperium mongolskiego, nadal były mocno związane z kulturą Mongołów. Po rozpowszechnieniu się w Mongolii lamaizmu (XVI w.), Naadam towarzyszył świętu lamajskiemu. W XVII w. mongolskie plemiona spotkały się nad jeziorem Szireet Cagaan na Danszig Naadam – Naadam Siedmiu Chorągwi – połączony z buddyjskimi obrzędami religijnymi. Te ostatnie przestały być odprawiane od roku 1921, czyli od rewolucji komunistycznej. Później ówczesny przywódca mongolski Suche Bator nakazał od roku 1922 przeprowadzanie festiwalu Naadam w dniach 11–13 lipca, w rocznicę wybuchu rewolucji z 1921 roku i ta data obowiązuje do dziś. 
Poza Mongolią, święto Naadam obchodzi się także w Mongolii Wewnętrznej i w Tuwie (15 sierpnia).

## Opis
W konkursie zapaśniczym biorą udział tylko mężczyźni, bez podziału na kategorie wagowe. W łucznictwie i wyścigu konnym biorą udział zawodnicy obu płci, a wyścig konny przeprowadzany jest dla różnych kategorii.
Główne zawody odbywają się w stolicy kraju Ułan Bator, jednak mniejszej rangi lokalne festiwale Naadam (zwane mininaadamami) są także we wszystkich stolicach ajmaków i w wielu somonach (powiatach). Zawody poprzedzają występy artystyczne, obecnie często organizowane są jarmarki i kiermasze wokół stadionu. Naadam to nie tylko święto zawodników uczestniczących w trzech grach, ale także zwykłych ludzi - pasterzy przyjeżdżających do miasta oraz mieszkańców wychodzących ze swoich domów i biur, żeby obejrzeć rozgrywki. Zawody, zwłaszcza w stepie i Gobi, są okazją do spotkań rodów i znajomych, którzy w pozostałej części roku koczują w znacznym oddaleniu od siebie. W trakcie święta mają oni wszyscy okazję pohandlować, poflirtować, pośpiewać wspólnie, zjeść i napić się uroczyście. Z rodziną, przyjaciółmi i znajomymi pije się wówczas dużą ilość kumysu, archii oraz je chuuszuury — tradycyjne mongolskie placki z nadzieniem mięsnym (baraniną lub wołowiną). Temu wszystkiemu towarzyszą liczne gry i zabawy, a zwłaszcza popularna gra w kości szagaj, będąca jednym z obyczajów Naadamu (choć gra się w nią także poza świętem).

## Naadam w Ułan Bator
Uroczystość zaczyna się na placu Suche Batora, przed pomnikiem Czyngis-chana stojącym przy elewacji budynku parlamentu (Wielkiego Churału). W równo ułożonych rzędach stoi orkiestra wojskowa, zarówno w zwykłych mundurach, jak i ta kompanii honorowej, w kolorowych, tradycyjnych strojach. Delegacja kompanii honorowej idzie po schodach i wchodzi do budynku parlamentu, skąd bierze dziewięć białych buńczuków Czyngis-chana, symbolizujących pokój i czas świąteczny (na czas wojny były używane czarne – można je oglądać w muzeum w Ułan Bator). Gdy delegacja wychodzi z budynku, zaczyna grać orkiestra. Następnie białe buńczuki są przewożone przez delegację honorową na koniach spod budynku parlamentu jedną z głównych ulic miasta – Aleją Czyngisa – aż na Narodowy Stadion Sportowy, gdzie odbywają się główne uroczystości. 
Na stadionie o godz. 11:00 odbywa się ceremonia otwarcia w obecności prezydenta Mongolii. Centralny podest na murawie (stylizowany na kurhan wotywny owoo) jest przystrajany przez kompanię honorową dziewięcioma białymi buńczukami Czyngis-chana. Następują po sobie przemowy premiera i prezydenta (ubranych tak jak wielu Mongołów w tradycyjny strój mongolski deel), grany jest hymn narodowy, po czym następują popisy ludowych zespołów tanecznych i wokalnych oraz sztuk walk w wykonaniu wojska, występ orkiestry wojskowej, przedstawienie i taniec z flagami sponsorów oraz występy mongolskich jeźdźców w tradycyjnych strojach (wraz z typowym dla mongolskiej tradycji strzelaniem z łuku w trakcie jazdy). Potem następują przygotowania do głównej atrakcji, jaka odbywa się na stadionie, czyli do zapasów. 

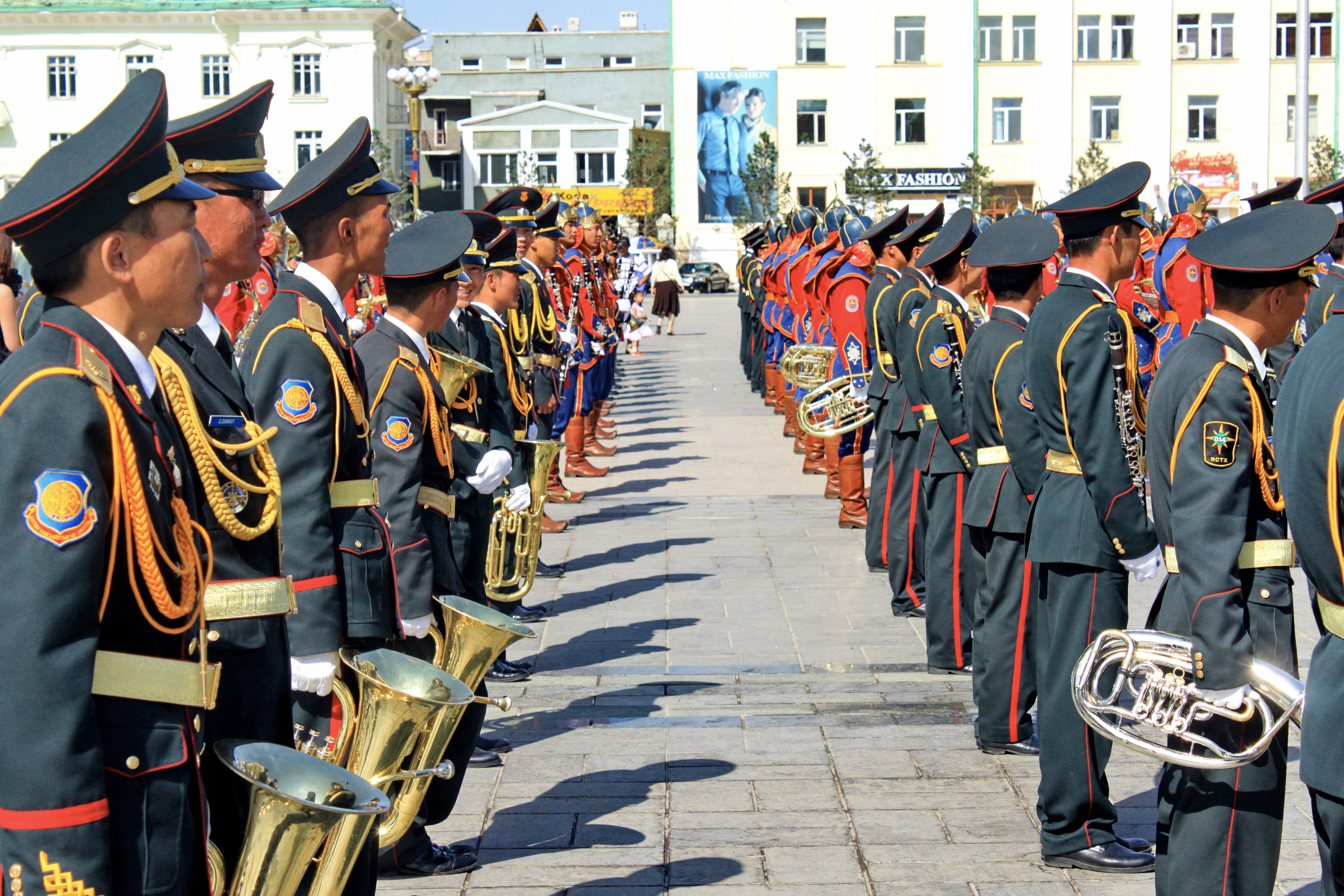
Orkiestra mongolskiej armii na placu Suche Batora
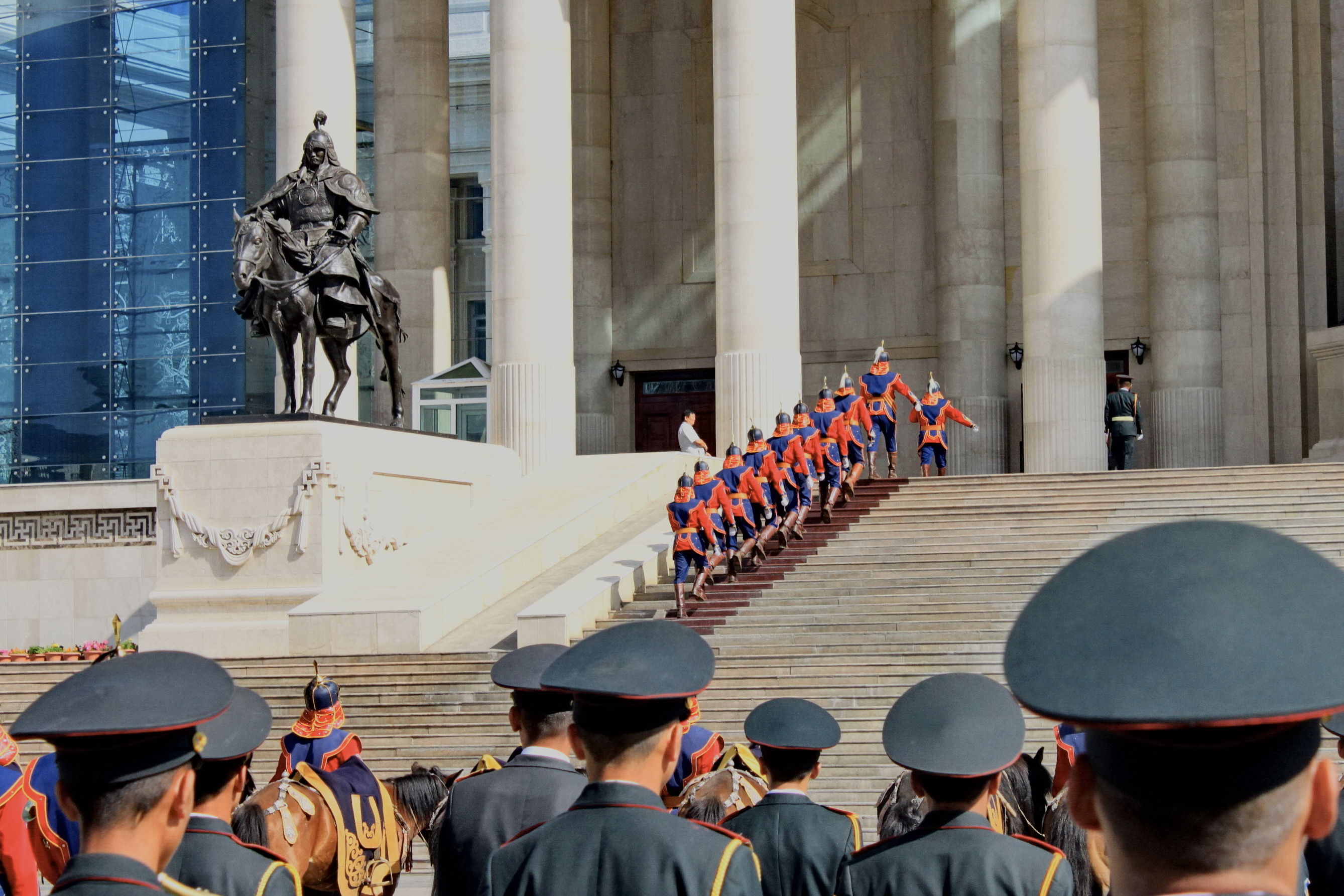
Kompania honorowa mongolskiej armii na schodach parlamentu
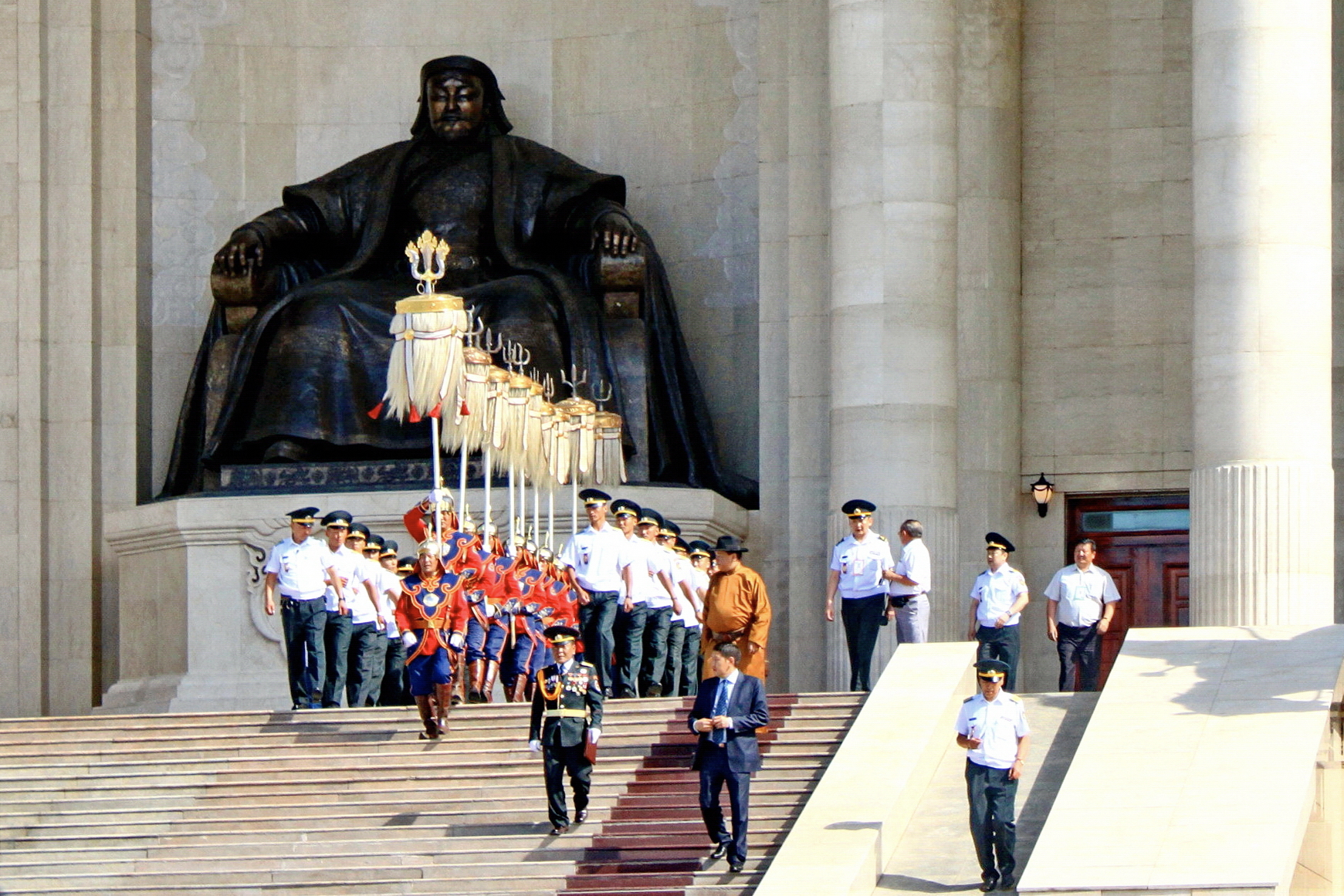
Kompania honorowa wynosi 9 białych buńczuków Czyngis-chana
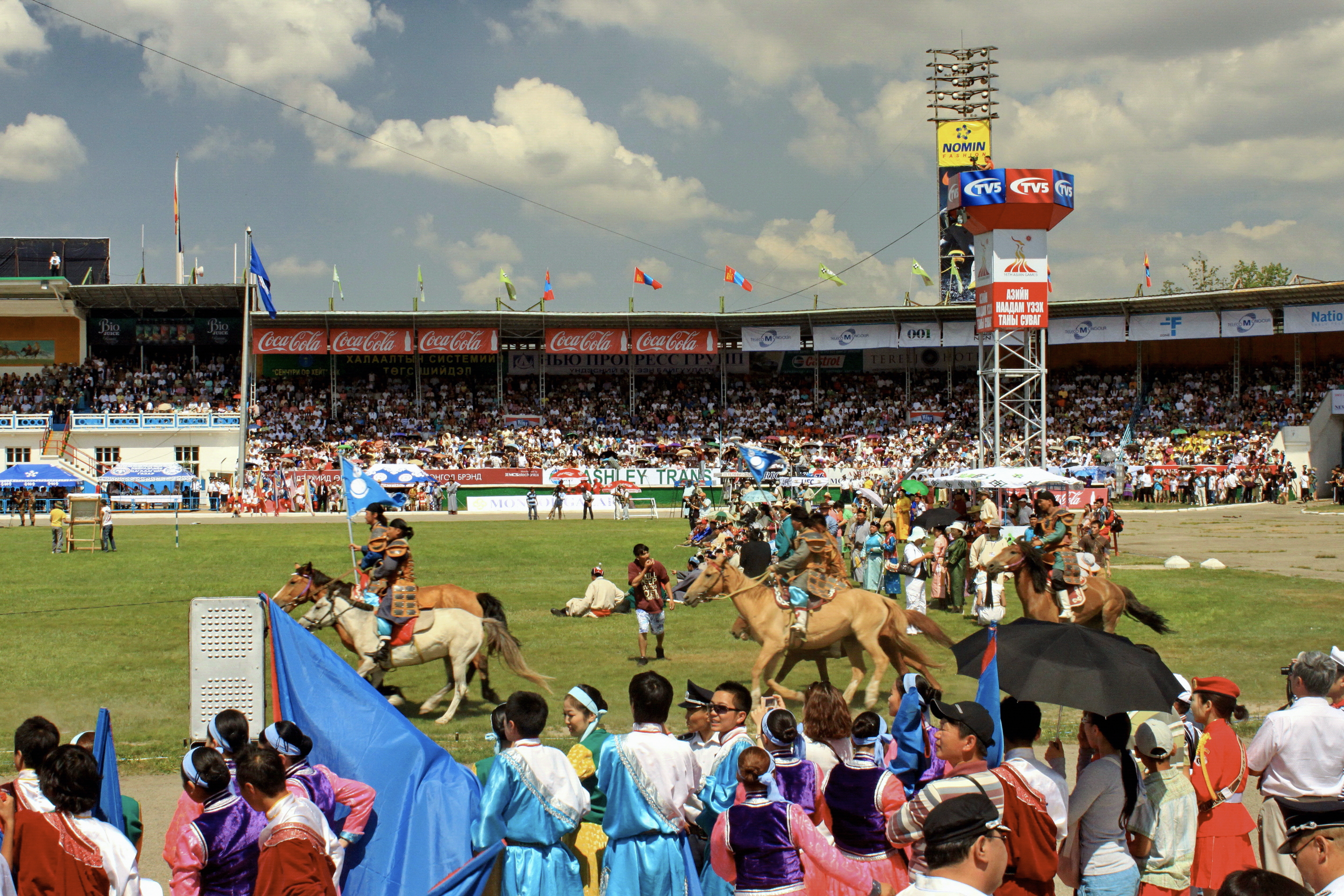
Pokazy jeździeckie
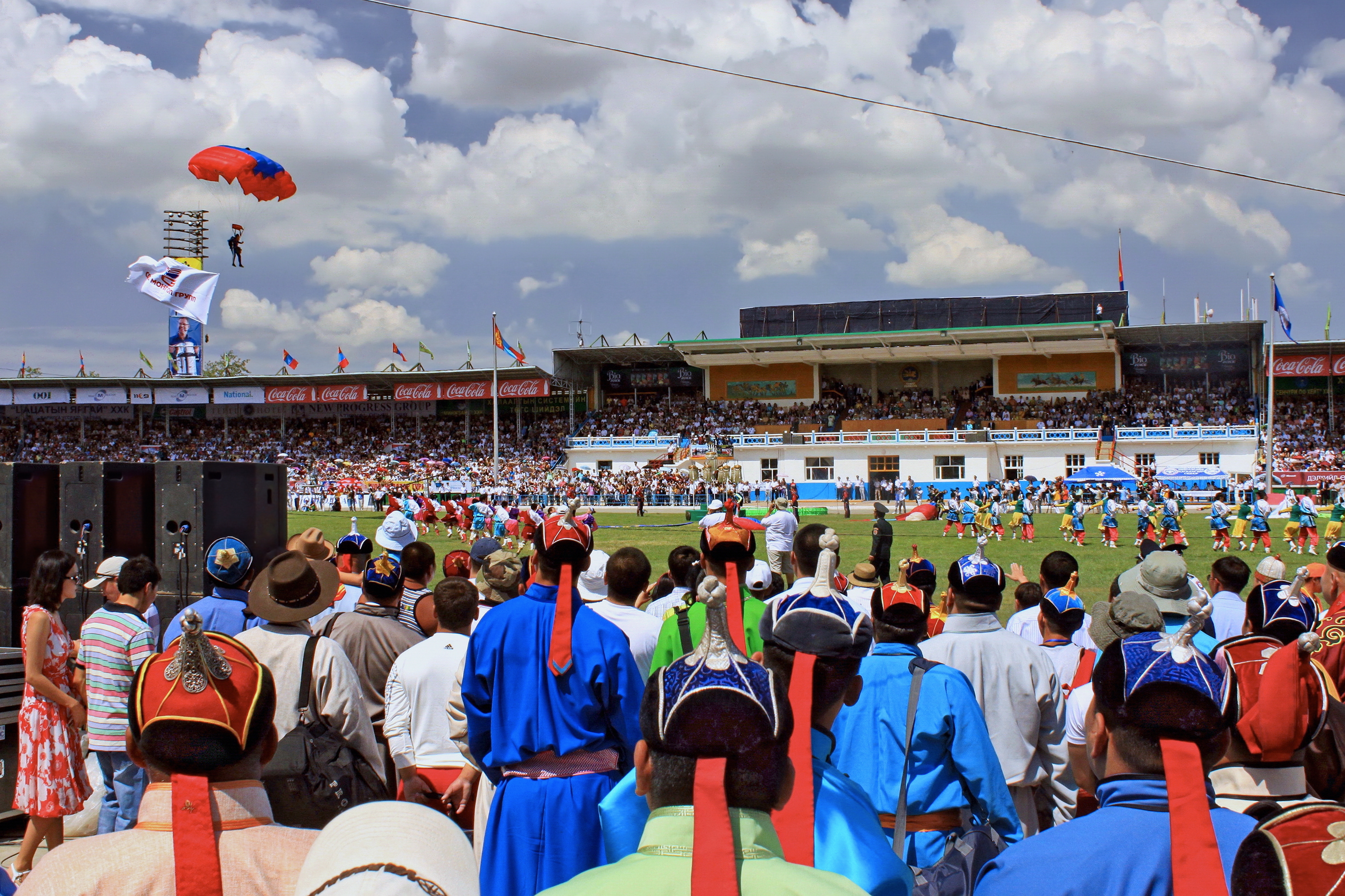
Ludzie na stadionie
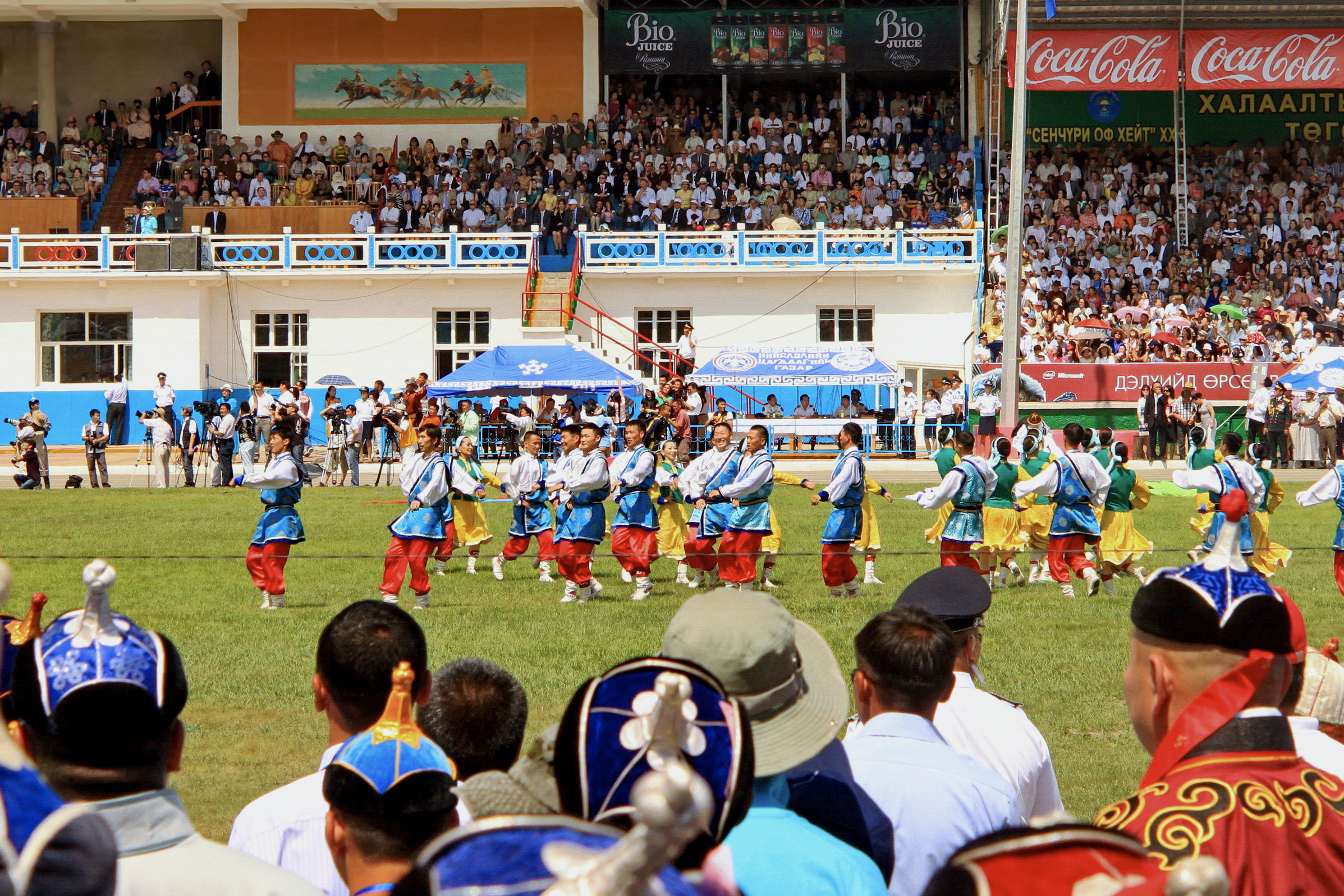
Pokazy taneczne
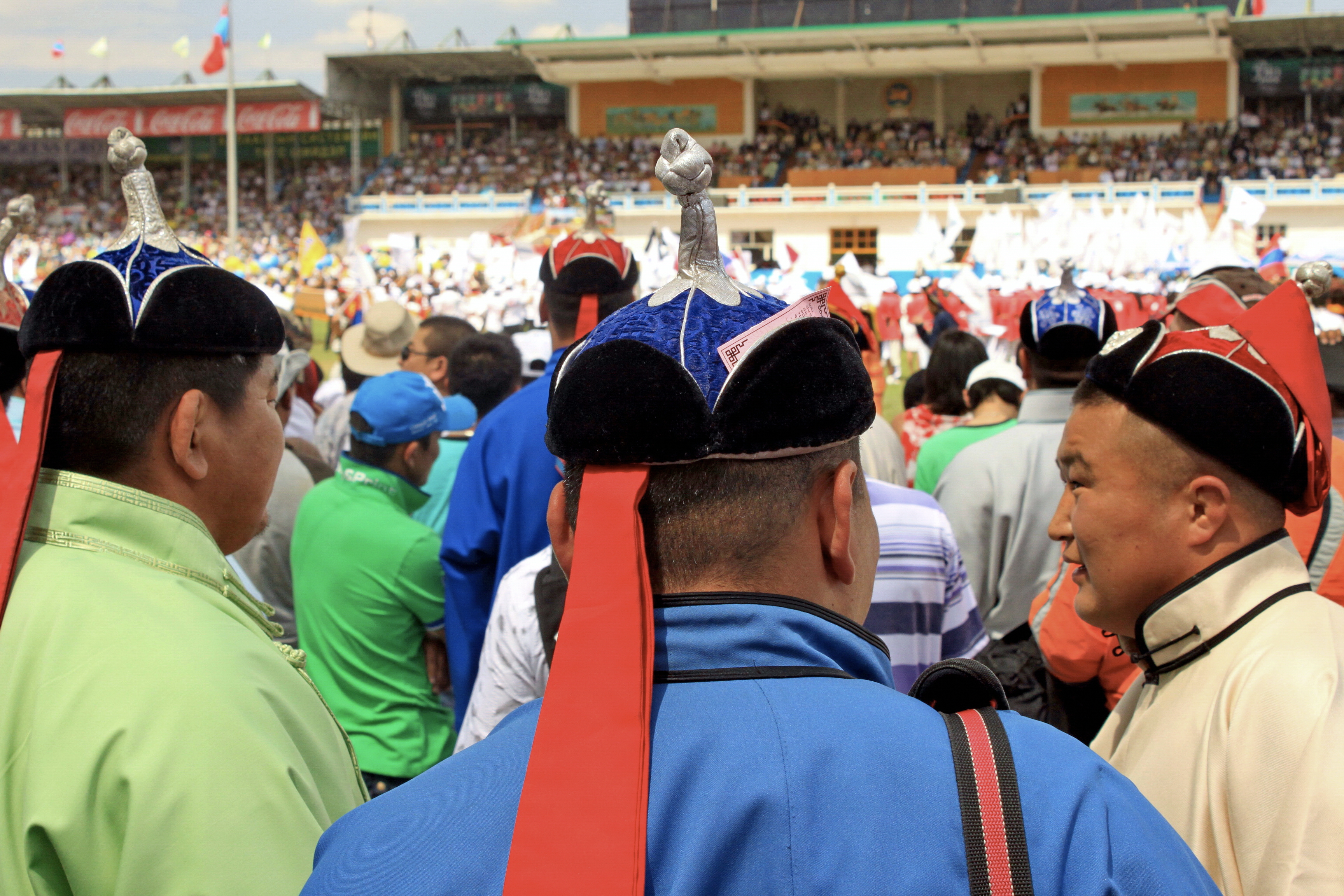
Zapaśnicy w tradycyjnych mongolskich czapkach
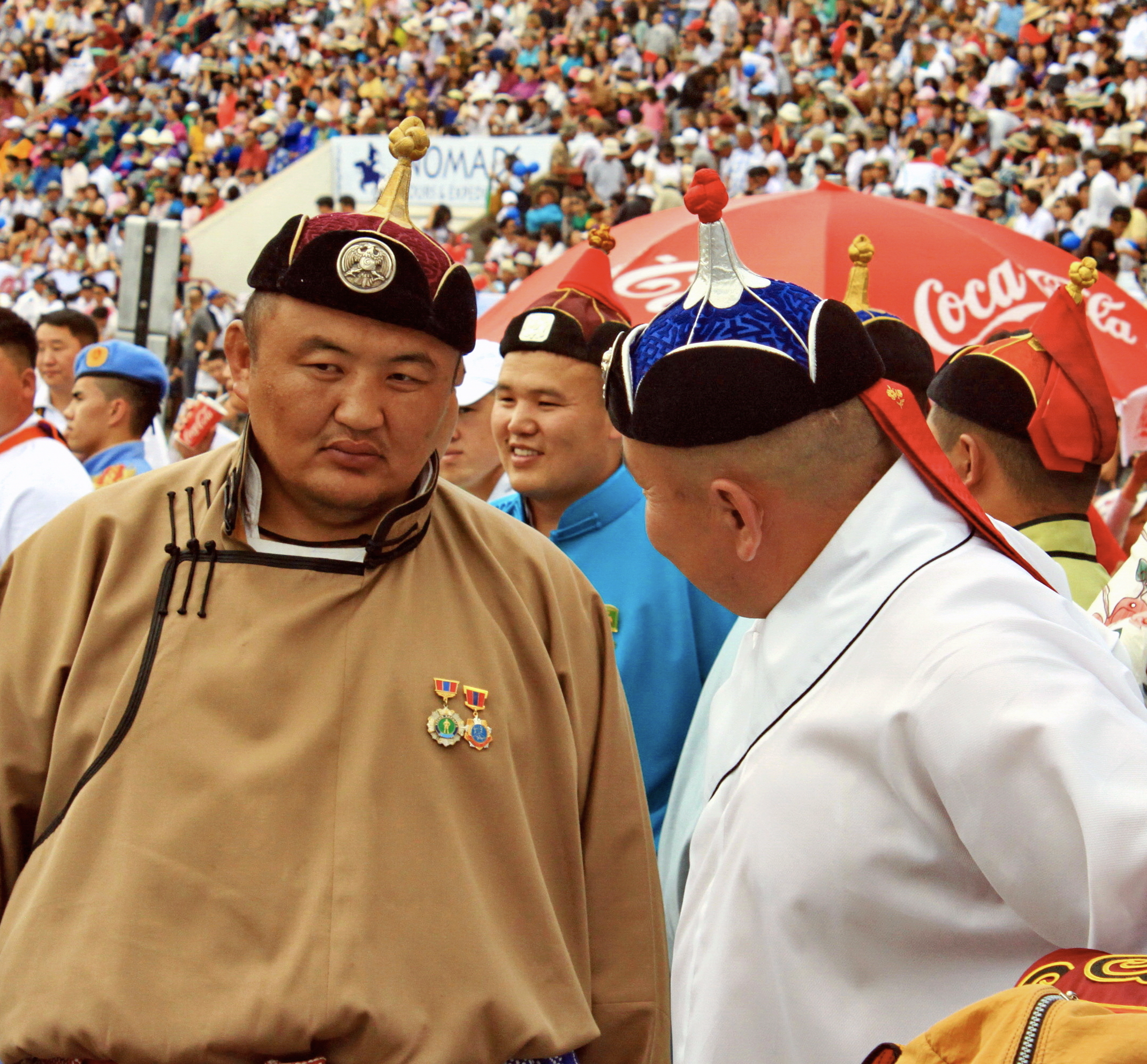
Zapaśnicy w tradycyjnych mongolskich czapkach

## Mongolskie zapasy
W tradycyjnych mongolskich zapasach, odbywających się na stadionie w Ułan Bator, startuje 512 zawodników. Wszyscy ubrani są w tradycyjne stroje, na które składają się: wysokie buty pod kolana, skąpe, jedwabne majteczki i serdak okrywający tylko ramiona i barki. Ów skąpy, ale jednocześnie wyjątkowo mocny kostium służy do chwytania zawodnika, celem jego przewrócenia. Przed jak i po walce, zawodnik ma założoną także spiczastą czapkę, mającą z tyłu dwie czerwone wstęgi. Złote paski na tych szarfach informują o liczbie dotychczas odniesionych zwycięstw.
Zapaśnik wbiegający na płytę stadionu rozpoczyna od tańca i modłów. Przed rozpoczęciem walki dotyka rękoma ziemi, co ma dać mu magiczną siłę. Następnie wykonuje tzw. lot orła (dewech), w którym to macha rozpostartymi rękoma okrążając kołyszącym krokiem białe buńczuki, po czym niczym orzeł przystępuje do walki. Zapaśnik staje w rozkroku, nachyla się, klepie po udach i pośladkach i podbiega do swojego sekundanta. W każdej walce bowiem asystuje dwóch sekundantów, którzy jednocześnie są sędziami. Tuż przed walką, zapaśnicy wręczają im na czas walki swoje czapki. W czasie przedłużającej się walki zaś, sędziowie każą zawodnikom złapać się za majtki lub serdaki aby doprowadzić do przewrócenia jednego z zawodników. Zawodnicy w czasie walki nie stosują uderzeń, a sama walka pozbawiona jest brutalności. Przegrany rytualnie przechodzi pod wyprostowaną ręką zwycięzcy, a gest ten oznaczać ma, iż wygrany zawodnik bierze przegranego pod opiekę i że walka była czysta. Zwycięzca biegnie do buńczuków Czyngis-chana, okrąża je trzy razy wykonując rytualny taniec orła (dewech). Podczas niego udaje lot orła Garudy - mitycznego ptaka Wschodu. Na murawie stadionu jednocześnie odbywa się kilkanaście walk. Przegrani odpadają, wygrani zaś przechodzą do kolejnych rund (dawaa), których łącznie jest dziewięć. W ostatniej spotykają się tylko dwaj najlepsi siłacze turnieju. Kto w ciągu zawodów zwycięży pięć razy, ten otrzymuje tytuł Sokoła (Naczin). Siedem zwycięstw daje tytuł Słonia (Dzaan) a dziewięć - Lwa (Arslan). Najwyższym tytułem zaś jest „Niezwyciężony Tytan”.

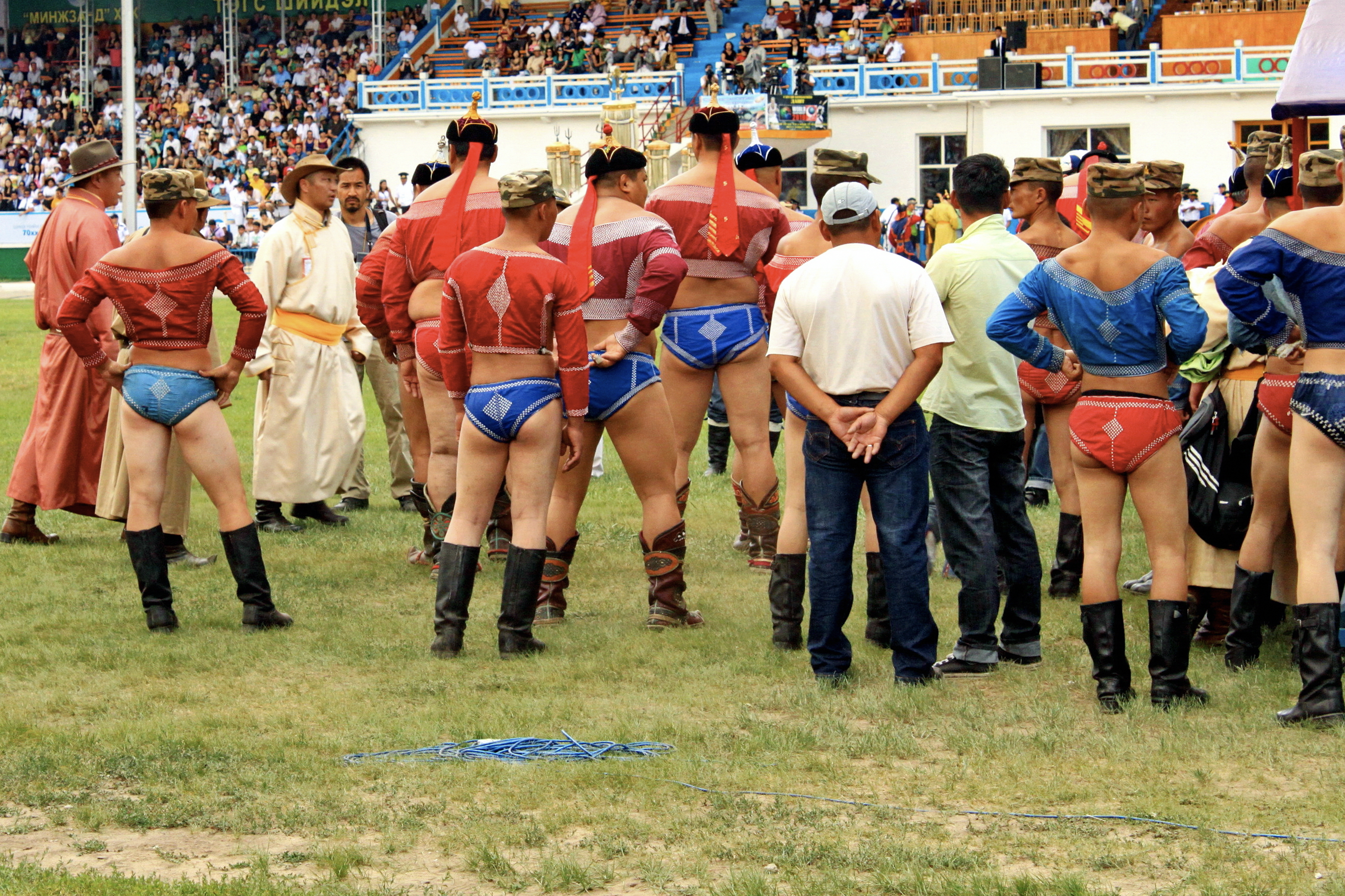
Zapaśnicy w tradycyjnych strojach w oczekiwaniu na walki
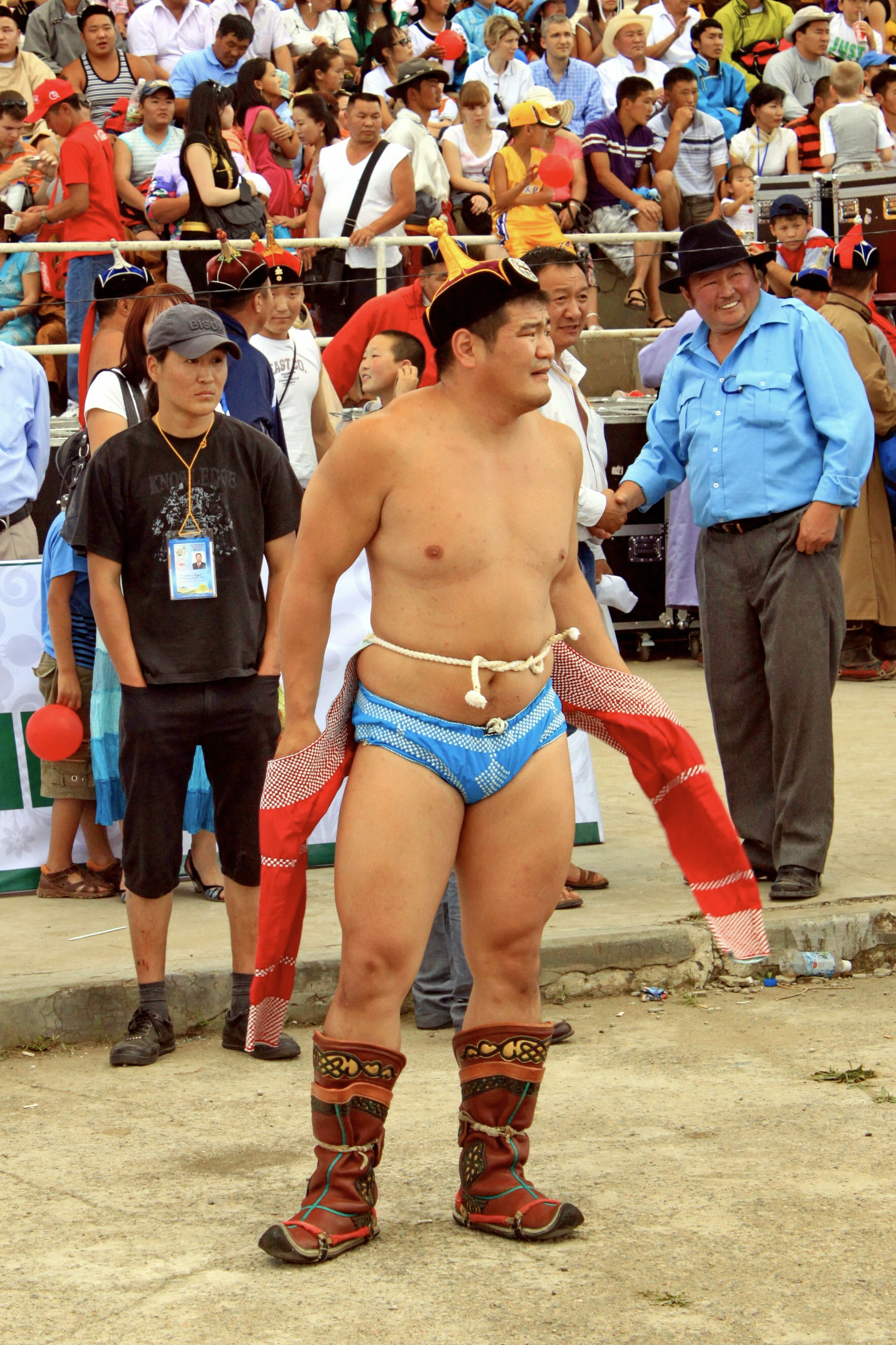
Zapaśnik w tradycyjnym stroju
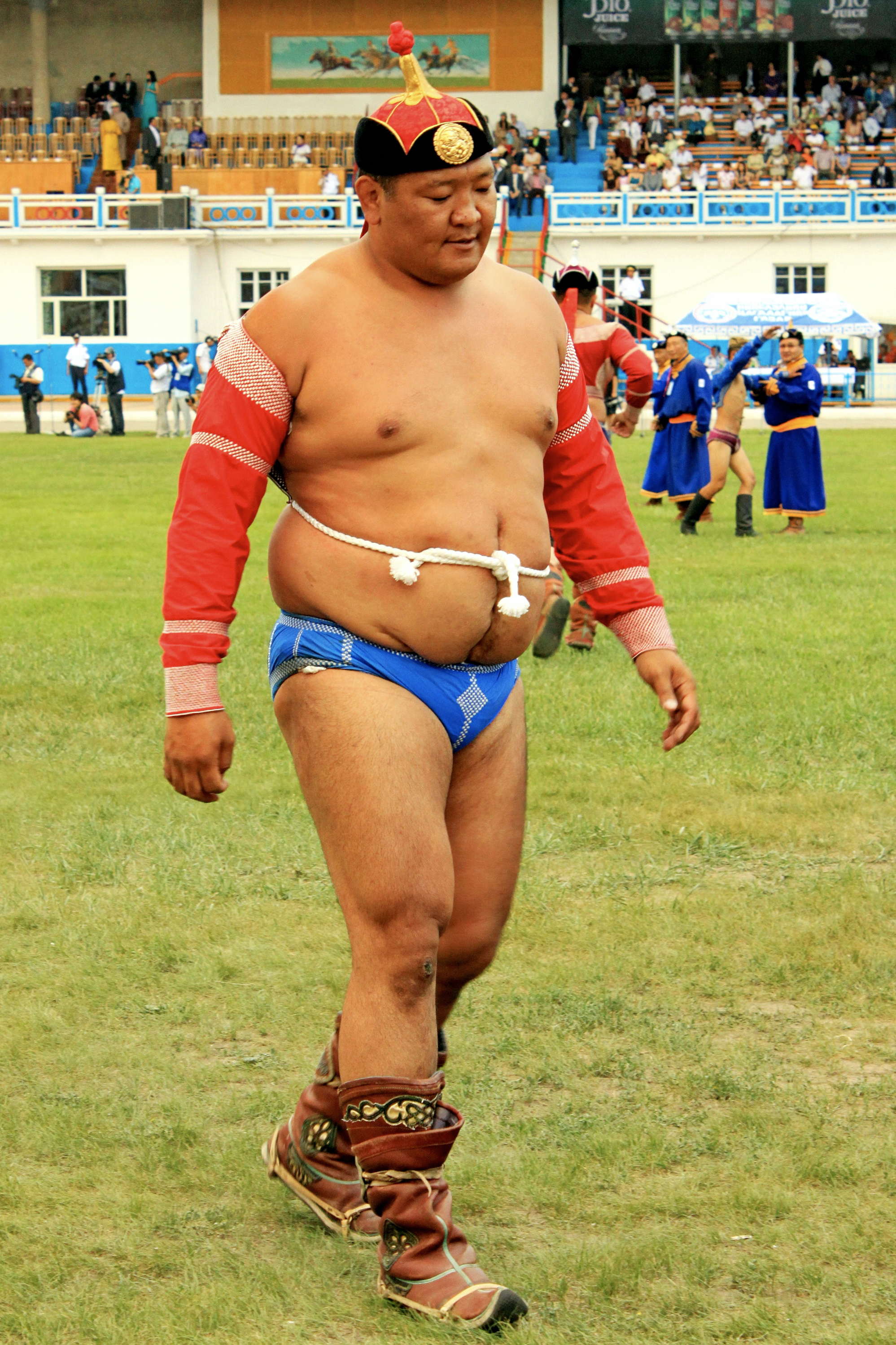
Zapaśnik w tradycyjnym stroju
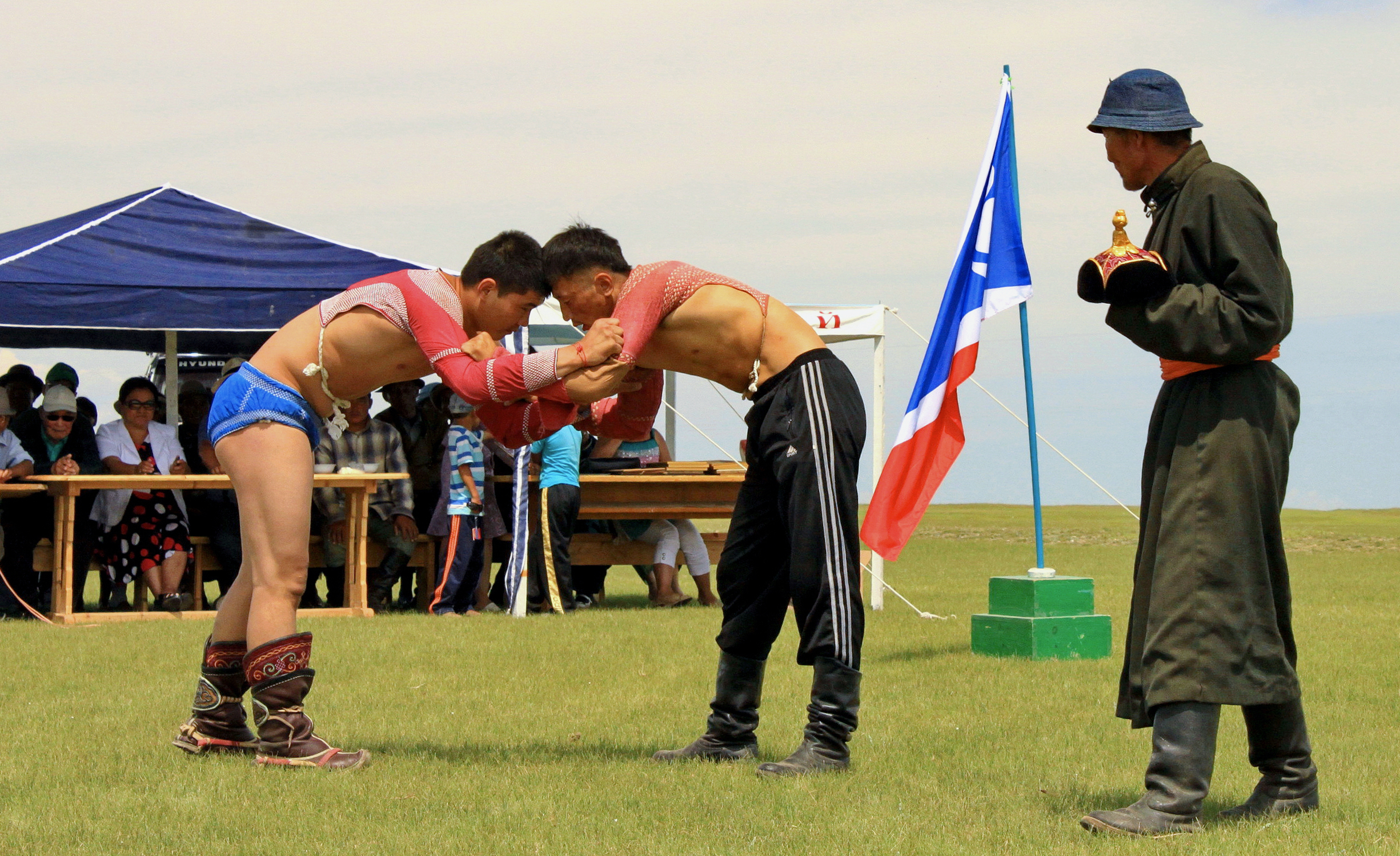
Szarpanie się ze serdaki podczas lokalnego festiwalu Naadam
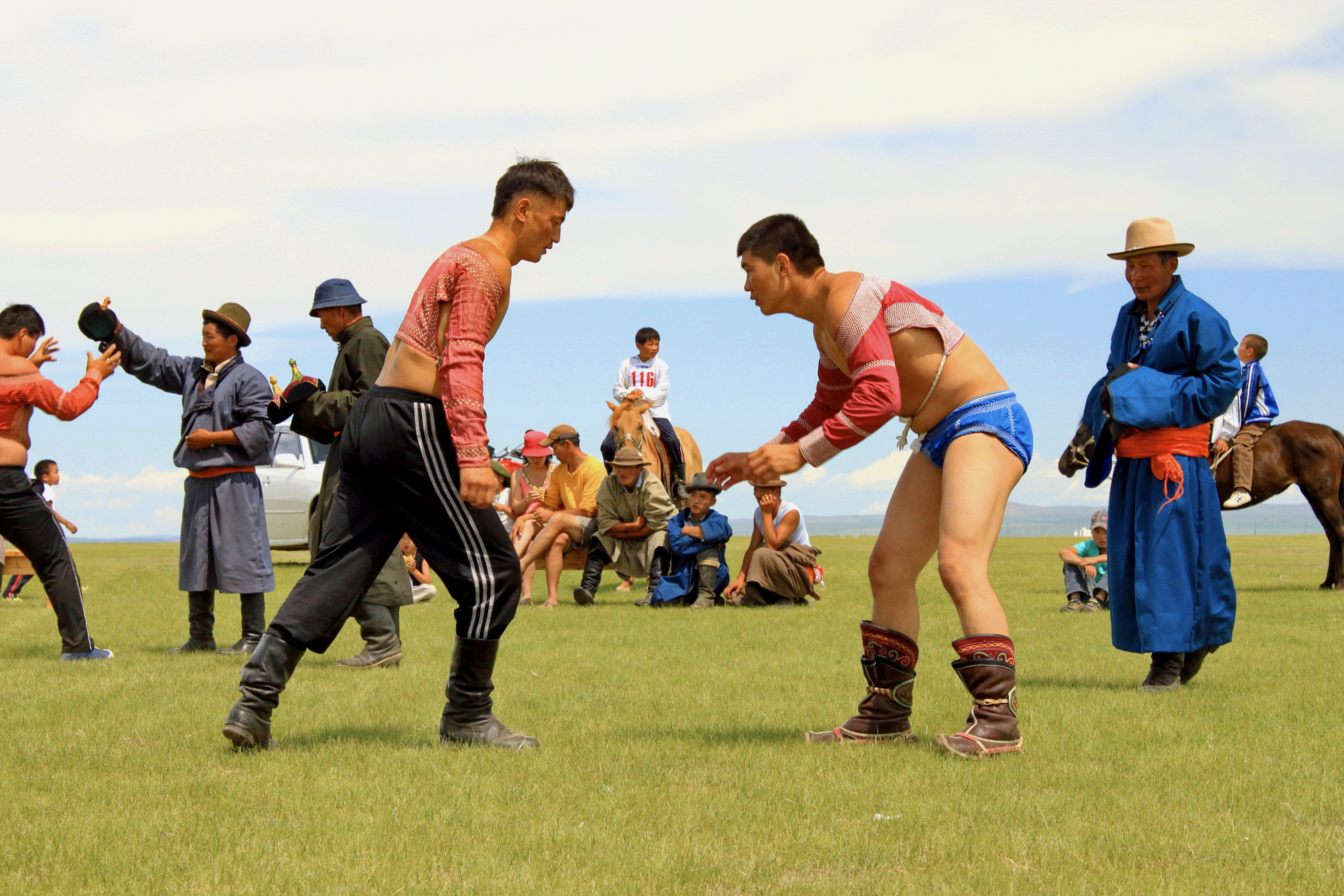
Walki podczas lokalnego festiwalu Naadam
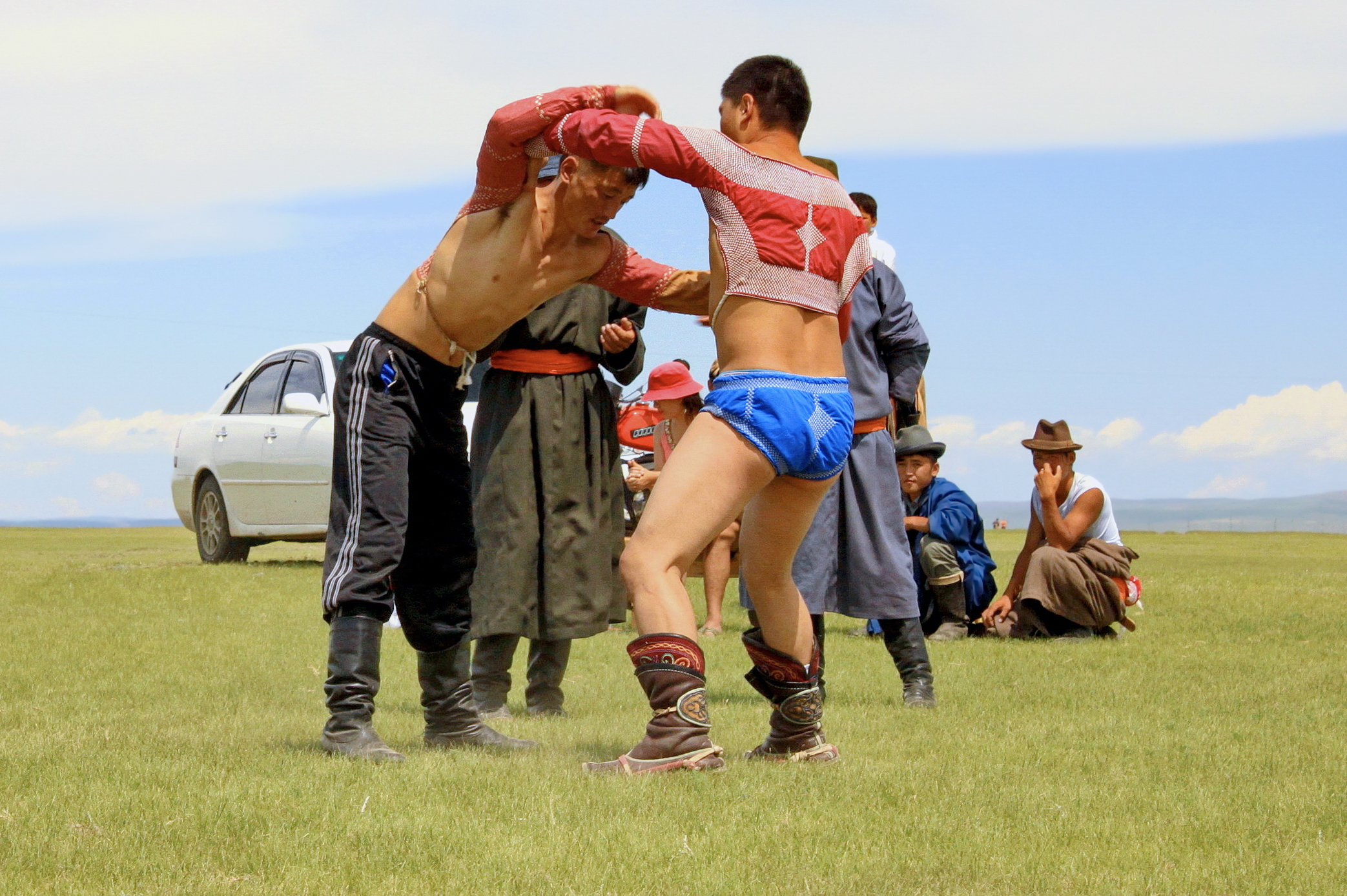
Walki podczas lokalnego festiwalu Naadam
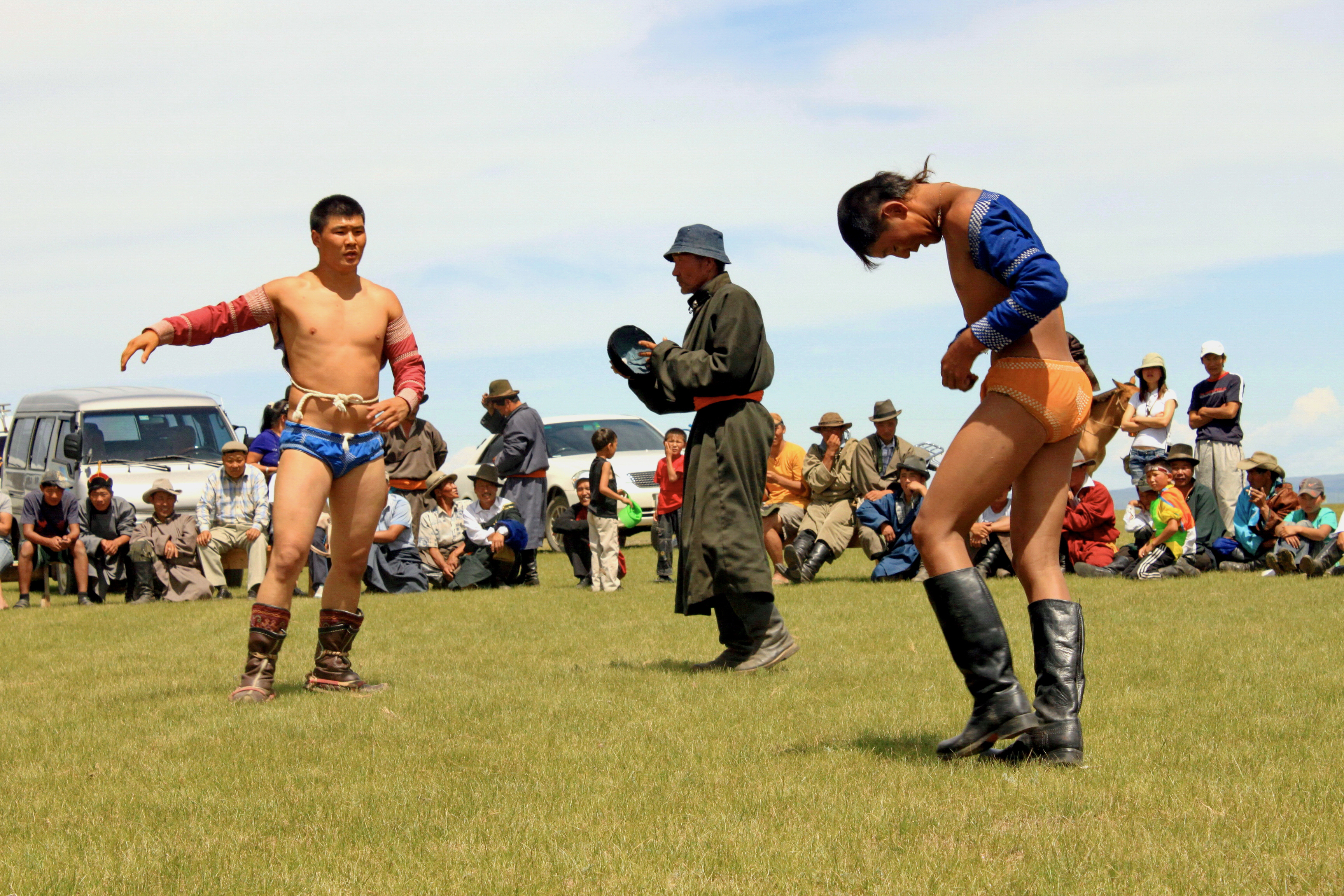
Zawodnicy, sędziowie i publiczność podczas lokalnego festiwalu Naadam
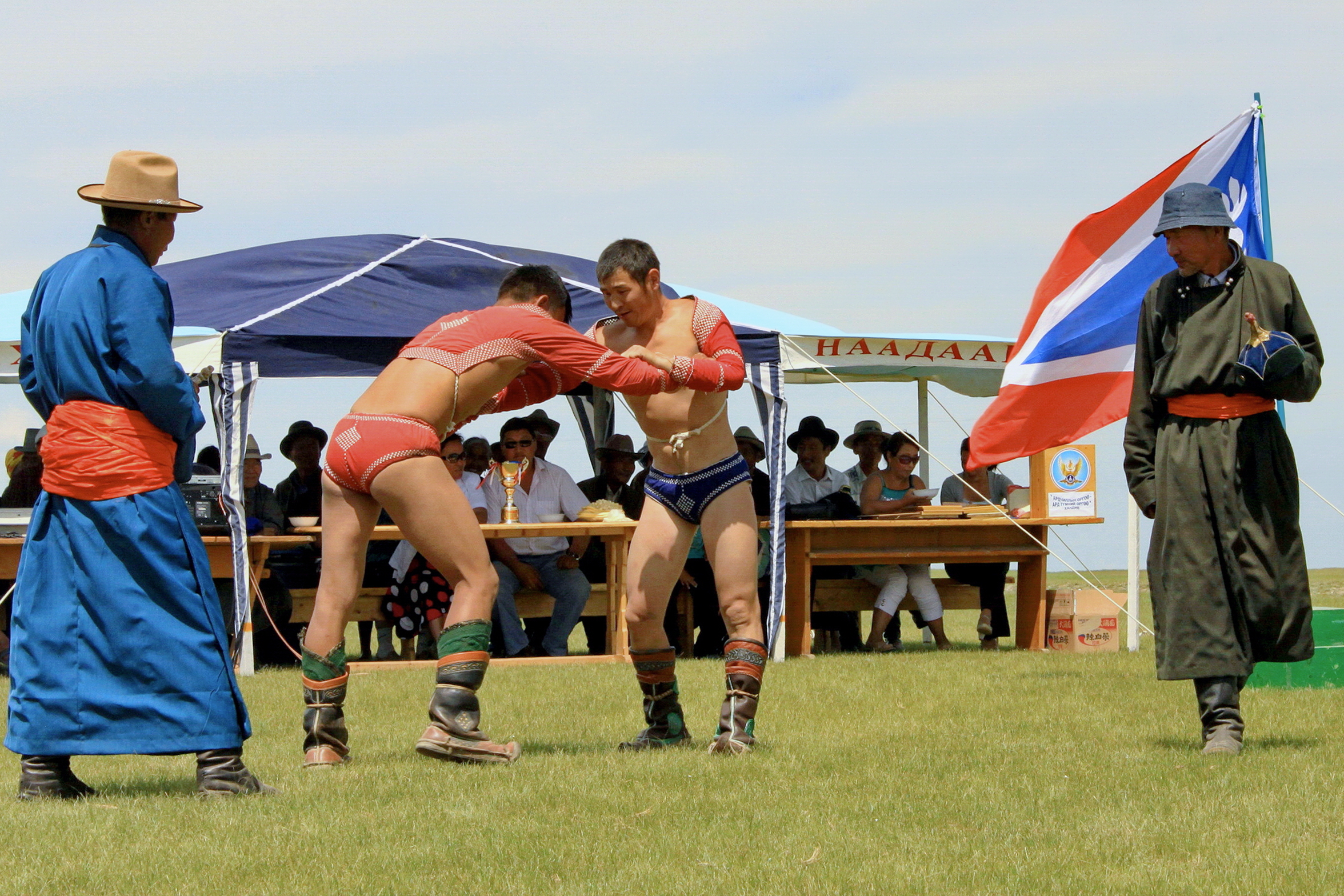
Zawodnicy, sędziowie i komisja organizacyjna podczas lokalnego festiwalu Naadam

## Mongolskie łucznictwo

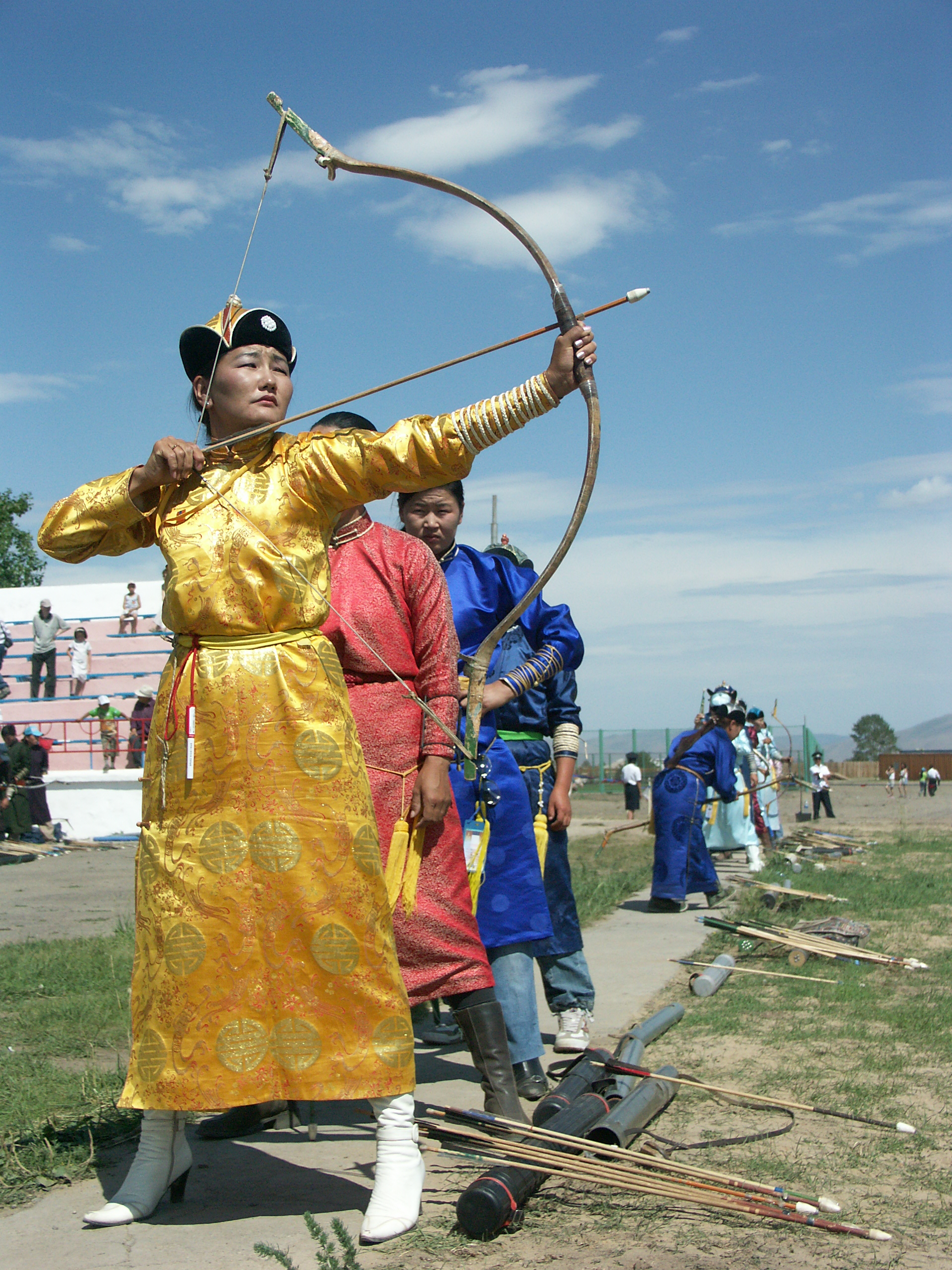
Zawody łucznicze na festiwalu Naadam

Zawody strzeleckie odbywają się po południu. Strzelcy różnego wieku i obu płci rywalizują w zawodach używając łuków o niezmienionej od stuleci konstrukcji i stosują starą mongolską technikę strzelania, polegającą na przytrzymywaniu cięciwy zagiętym kciukiem. Stosuje się ręcznie wykonane lekkie łuki bojowe, w przeciwieństwie do ciężkich łuków modrzewiowych służących do polowań. Łuki, które niegdyś służyły armiom mongolskim, a obecnie używane są na turniejach, klei się z kości, drzewa, rogu i kryje skórą, z cięciwą ze zwierzęcego ścięgna lub z jedwabnej nici. Strzały wykonane są z wierzbowych gałęzi i piór sępów. Przed strzelaniem zawodnicy obwiązują sobie rzemieniem lewe przedramię. Ma to związek z tym, iż tradycyjny mongolski strój deel ma długie rękawy, które mogą przeszkadzać w trakcie strzelania.
Łucznicy strzelają do celu, umieszczonego w różnej odległości. Mężczyźni strzelają na 75 m, kobiety na 60, a dzieci mnożąc swój wiek przez trzy (dziewczynki) lub cztery (chłopcy). Unikatowym w mongolskim łucznictwie jest to, że celem nie jest tarcza, ale rząd ustawionych na sobie, plecionych z wąskich pasków skóry nibykoszyczków zwanych sur. Wśród nich dwa owinięte są czerwonym materiałem, będą wskazówką dla strzelającego. Po dwóch stronach „ścianki strzelniczej” stoją sędziowie, którzy po każdym udanym strzale podnoszą ręce, wołając czy też bardziej wyśpiewując zaklęte słowo Uuchaj (oko byka). Okrzyk ten ma odstraszyć wszelkie złe moce. Po każdym celnym strzale, sędzia naprawia „ściankę strzelniczą” i przygotowuje ją do kolejnych trafień. Strzelcy w zawodach nie konkurują ze sobą, ponieważ każdy celnie strzelający może zdobyć tytuł Mergen (Celnie Trafiający). W zależności od liczby wygranych, do tego tytułu dodawane są kolejne określenia takie jak: dokładny, zręczny, perfekcyjny.

## Mongolskie wyścigi konne
Mongołowie mają wielki szacunek dla koni, ponieważ od wieków życie Mongołów było ściśle związane z nimi. Konie służyły im nie tylko jako środek transportu, ale stanowiły także źródło bogactwa, główny środek utrzymania i towarzystwa. W związku z tym główne święto Mongołów jest także świętem koni, które mają swoje zaszczytne miejsce w festiwalu Naadam.
Przygotowania do uczestnictwa w zawodach zaczynają się ok. 3 miesiące wcześniej. Właściciele koni, dokarmiając je specjalną paszą przygotowują je do wyścigu na dystans od 15 do 35 km. Wyścigi konne są podzielone na sześć kategorii, w zależności od wieku koni. Przykładowo: 2-letnie konie ścigają się na odcinku 16 km, zaś 7-letnie, na odcinku 30 km. Cechą charakterystyczną mongolskich wyścigów konnych jest fakt, iż uczestniczą w nim dzieci, mające do 5 do 13 lat; one bowiem, jako dżokeje, trenują przydzielone im wcześniej konie. Niewielka waga jeźdźca ma swoje praktyczne znaczenie, dzięki niej koń może łatwiej pokonywać duże odległości w galopie. Umiejętności dżokeja nie odgrywają większej roli w porównaniu z samym koniem. Nie jest niczym nadzwyczajnym więc fakt, iż nie raz do mety docierają same konie bez jeźdźców, którzy nie podołali wymagającemu wyścigowi. 
Przed rozpoczęciem wyścigów, publiczność śpiewa tradycyjne pieśni, a dżokeje śpiewają piosenkę zwaną Gingo, która ma im zapewnić pomyślność. Po tym jak młodzi jeźdźcy wsiądą na konie, tradycyjnie okrążają mongolski kurhan owoo z narodową flagą. Potem kolumna koni ustawia się na stepie zgodnie ze zwyczajem, a więc tyłem do linii startu. Na sygnał konie odwracają się i z całych sił biegną przed siebie rozpoczynając wielokilometrowy wyścig. Pięć pierwszych zwierząt nazywa się „kumysową piątką” – na ich cześć śpiewa się pieśń, zawiązuje na szyi medale i polewa im głowy i grzbiety kumysem (kobylim mlekiem). Najlepsze konie stają się od razu bardzo pożądane i czasami po zakończonym święcie Naadam niektórzy właściciele koni mogą sprzedać swoje czempiony innym hodowcom za odpowiednio wysoką sumę. Publiczność ofiarowuje także piosenkę pocieszenia dla dwuletniego konia, który dotarł na metę ostatni. Obwołuje się go mianem Bajan Chodood (Pełny Żołądek), co ma sugerować, że był zbyt ciężki podczas wyścigów. Z kolei zwycięski jeździec otrzymuje tytuł tümen ech („lider dziesięciu tysięcy”).
Zawody jeździeckie podczas głównych uroczystości w stolicy odbywają się na stepie na obrzeżach miasta w Jaarmag, w szerokiej dolinie, ok. 10 km od centrum Ułan Bator. Wstęp jest bezpłatny, a z centrum miasta można dojechać tam taksówką lub autobusem zabierającym ludzi spod stadionu narodowego.

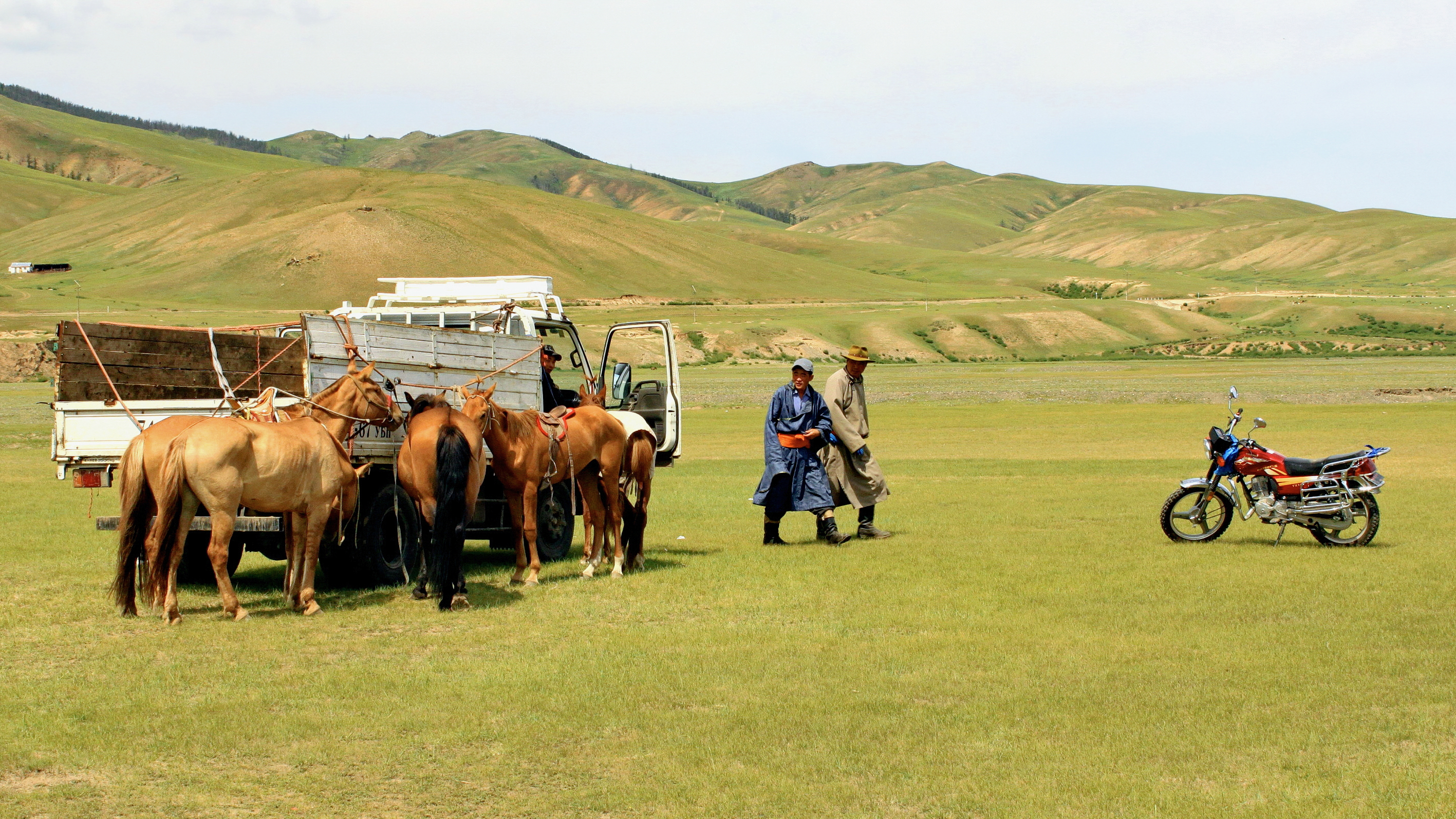
Konie mongolskie przed wyścigiem
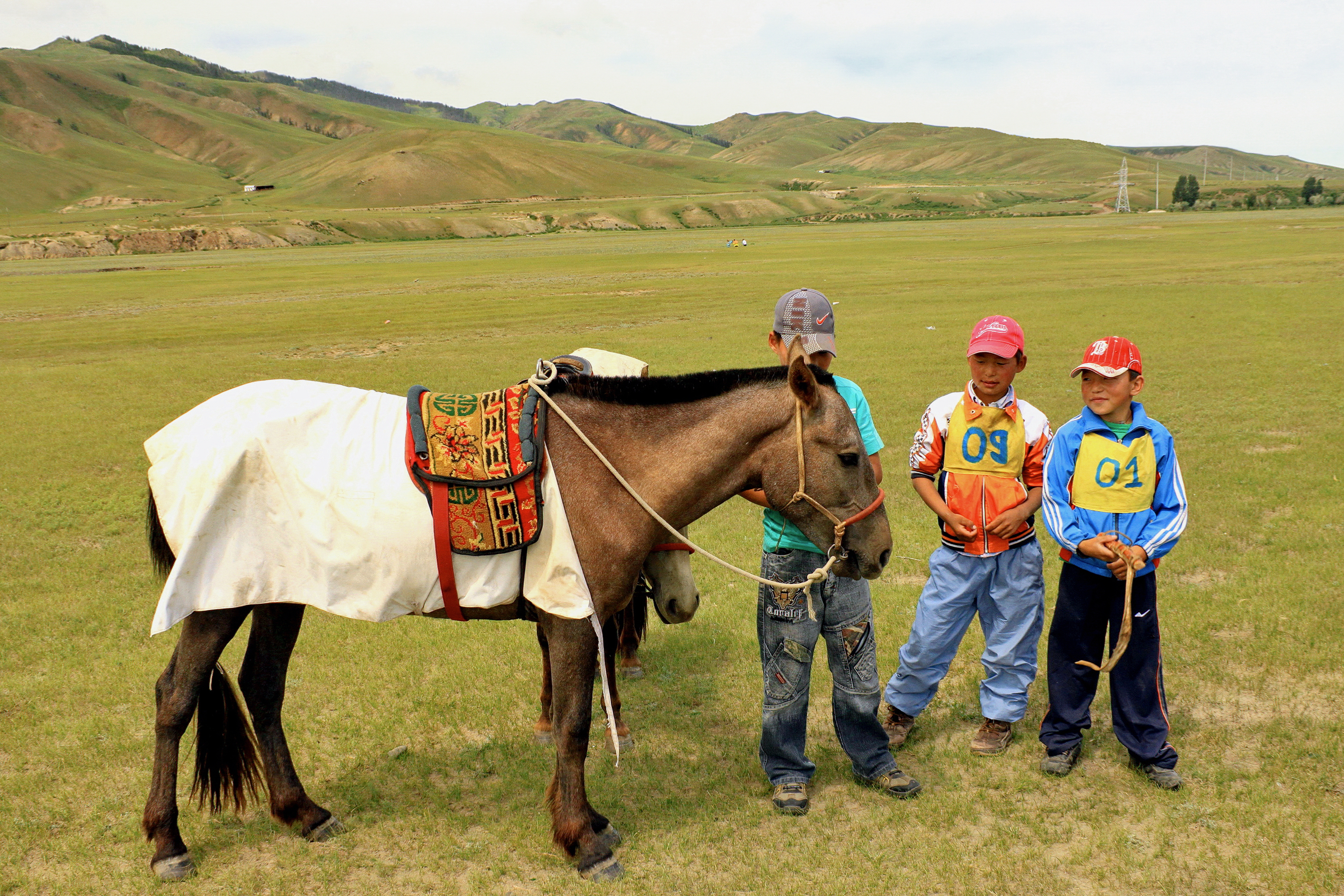
Młodzi jeźdźcy i konie na stepie przed zawodami
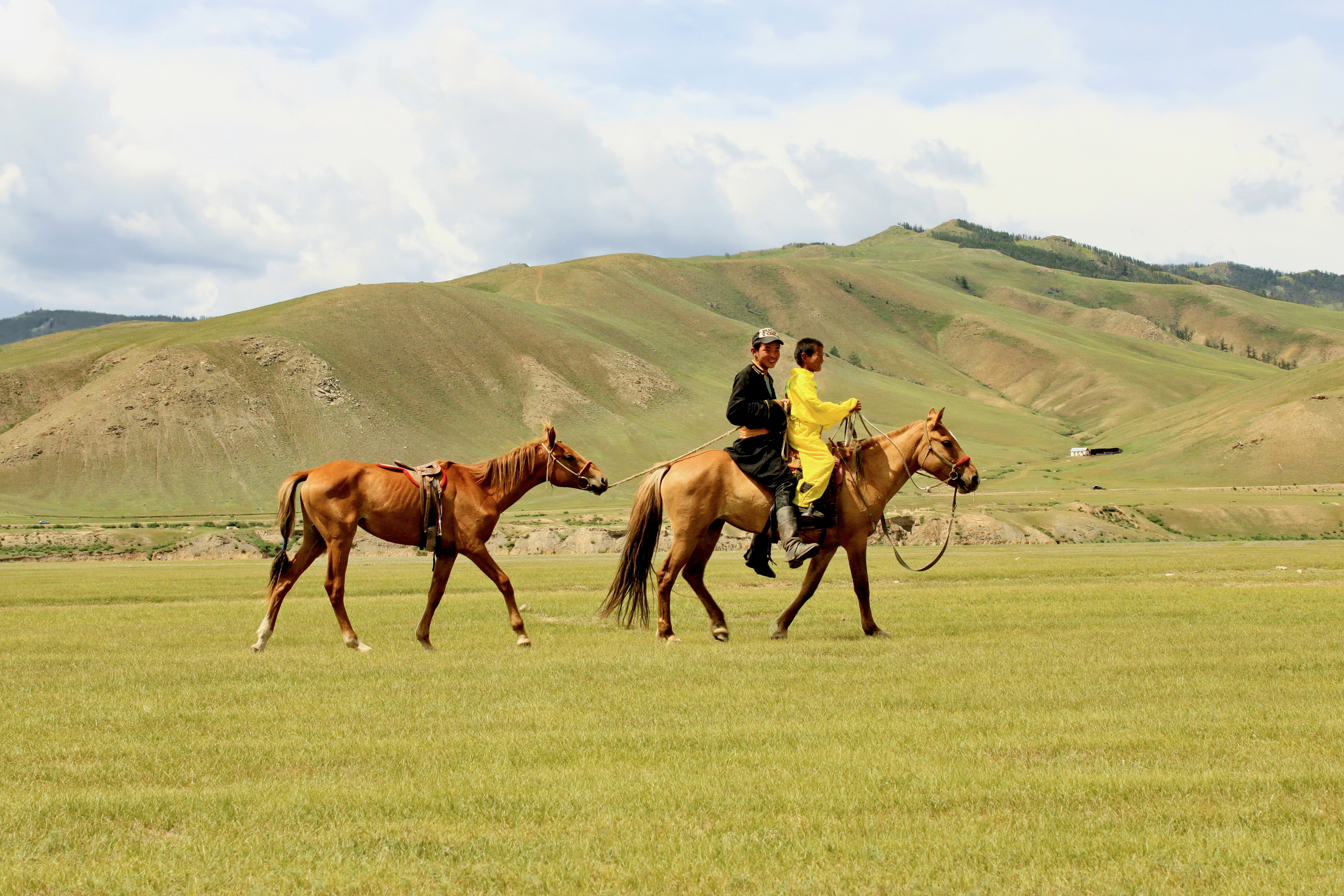
Jeźdźcy na stepie przed rozpoczęciem zawodów
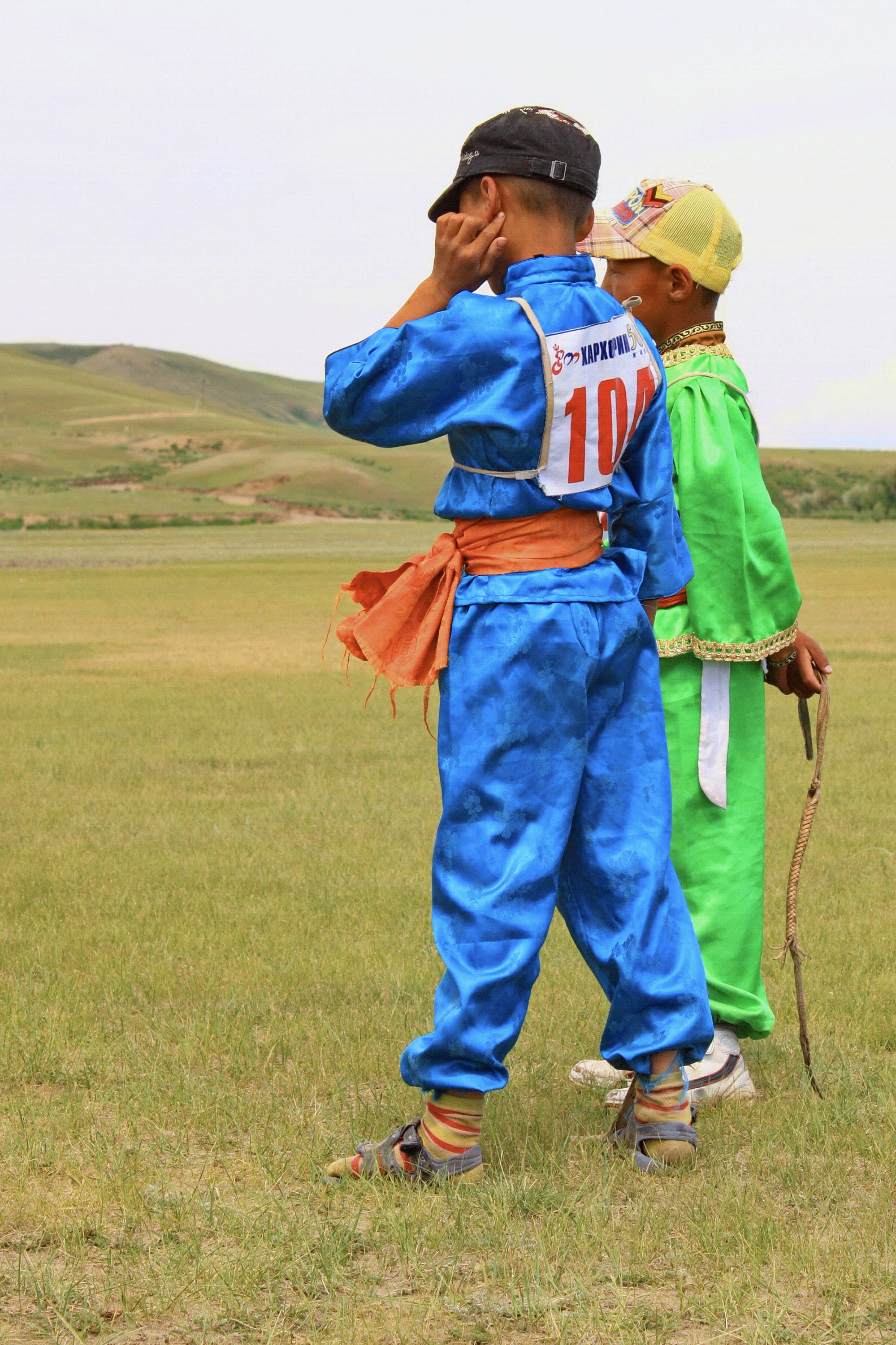
Stroje jeździeckie zawodników
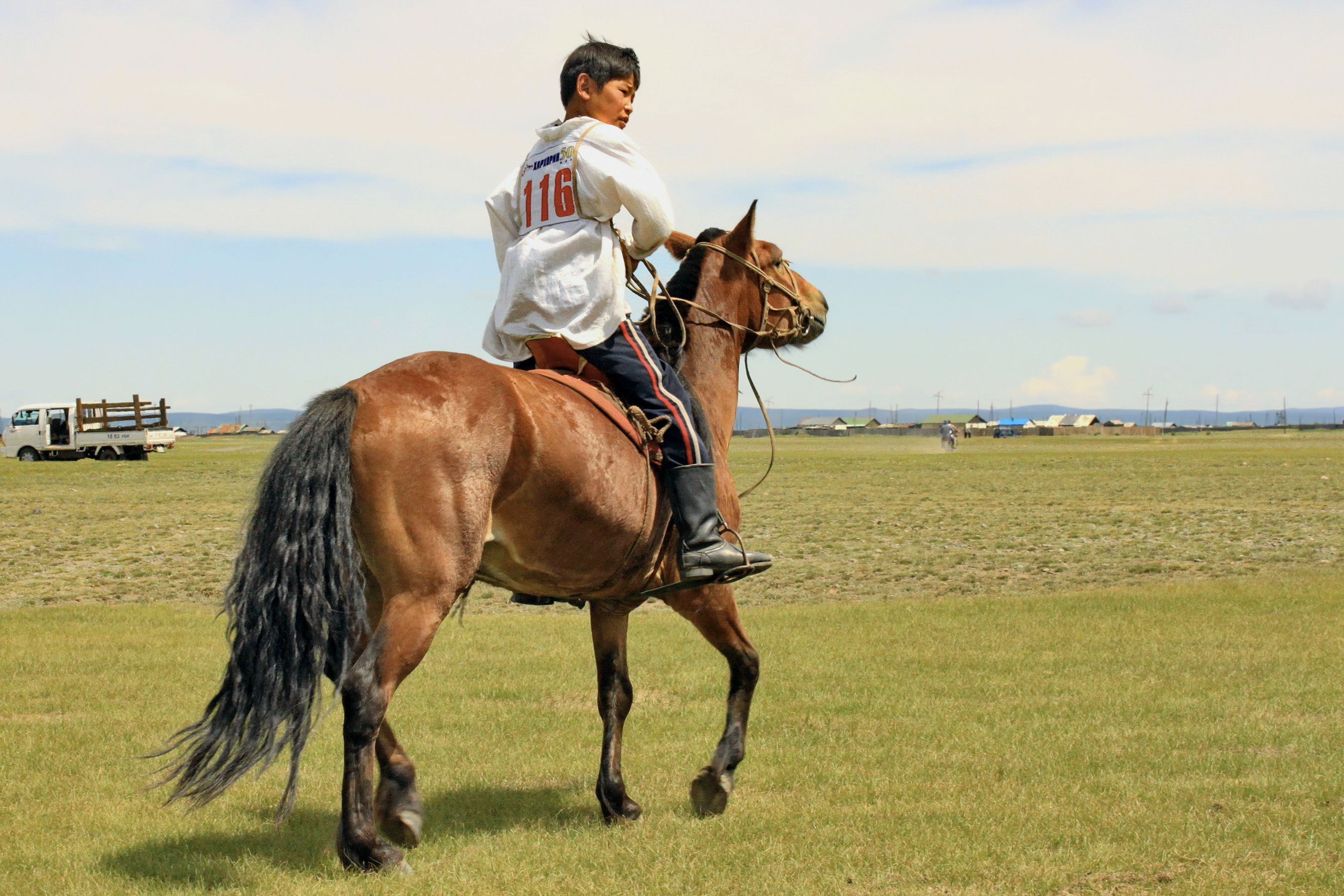
Młody jeździec na stepie przed zawodami
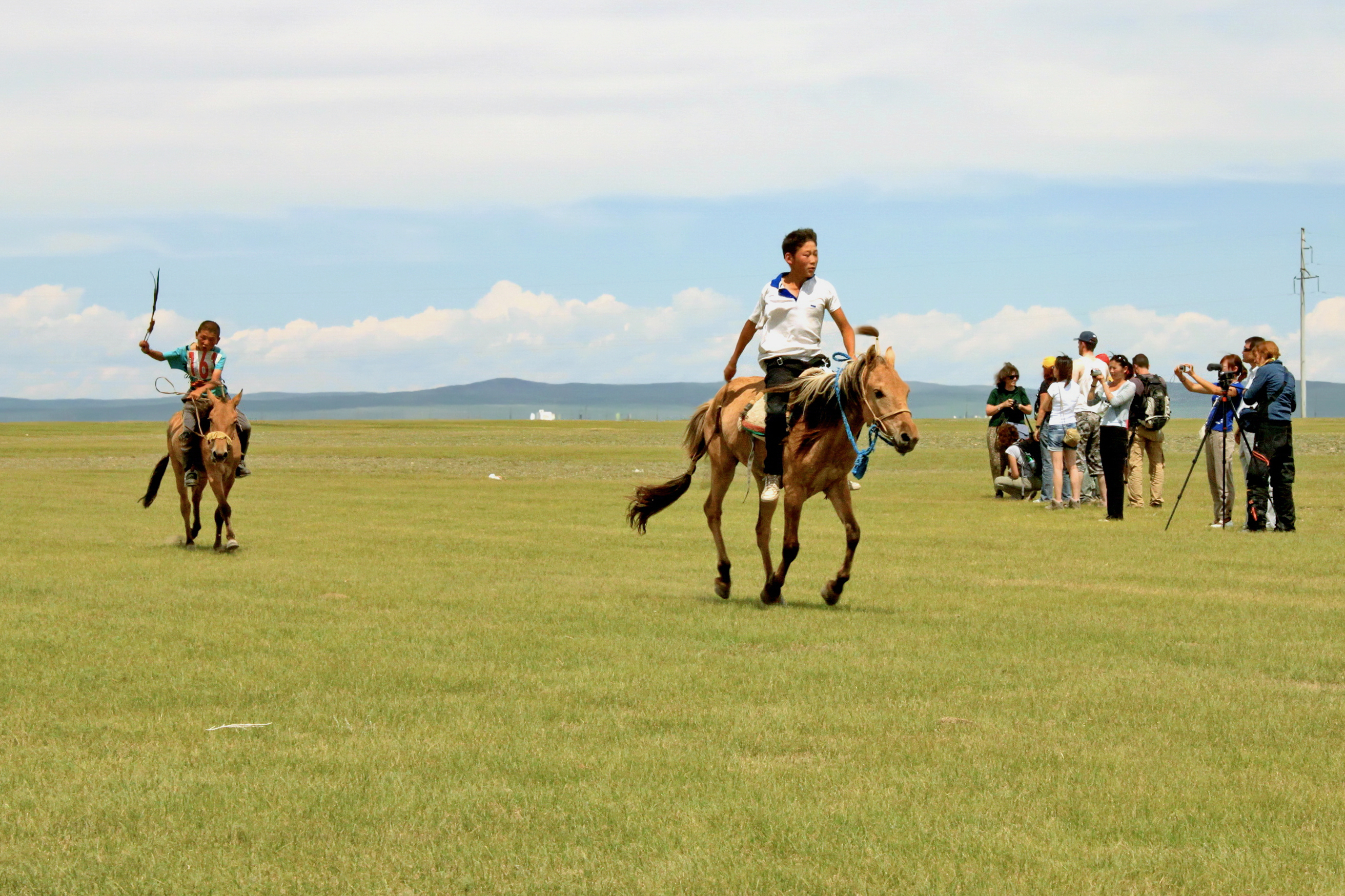
Młodzi jeźdźcy zbliżający się do mety
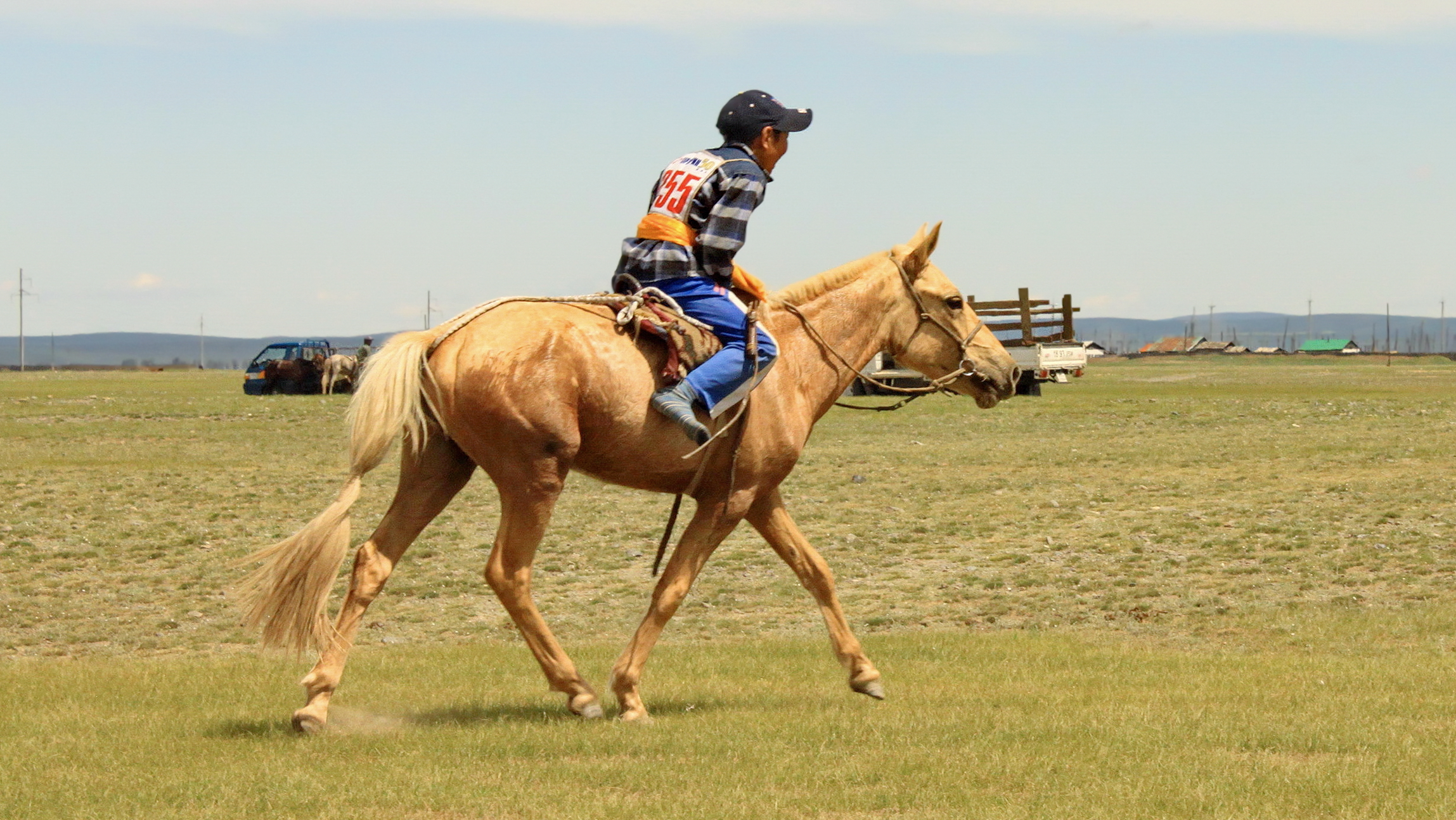
Młody jeździec